# Finneland
Finneland település Németországban, azon belül Szász-Anhalt tartományban. Lakosainak száma 1022 fő (2023. december 31.). Finneland Kaiserpfalz, An der Poststraße és Buttstädt községekkel határos.

## Népesség
A település népességének változása:
| Lakosok száma | 1070 | 1054 | 1048 | 1028 | 1022 |
|               | 2017 | 2019 | 2021 | 2022 | 2023 |